# Diocesi di Seleucia Ferrea
La diocesi di Seleucia Ferrea (in latino: Dioecesis Seleuciensis Ferrea) è una sede soppressa e sede titolare della Chiesa cattolica.

## Storia
Seleucia Ferrea, identificabile Selef nell'odierna Turchia, è un'antica sede episcopale della provincia romana della Pisidia nella diocesi civile di Asia. Faceva parte del patriarcato di Costantinopoli ed era suffraganea dell'arcidiocesi di Antiochia.
La diocesi è documentata nelle Notitiae Episcopatuum del patriarcato di Costantinopoli fino al XII secolo.
Le Quien attribuisce a questa diocesi sette vescovi. Sant'Artemone è ricordato nel menologio greco alla data del 27 marzo come primo vescovo di Seleucia, ordinato dall'apostolo san Paolo. Eutichio prese parte al primo concilio ecumenico celebrato a Nicea nel 325. Secondo la storia di Teodoreto di Cirro, Massimo visse all'epoca dell'imperatore Arcadio (395-408) e fu condiscepolo di Giovanni Crisostomo. Alessandro intervenne al concilio di Calcedonia del 451 e sottoscrisse nel 458 la lettera dei vescovi della Pisidia all'imperatore Leone I dopo la morte del patriarca Proterio di Alessandria.
Pietro I era presente al concilio detto in Trullo nel 692. Pietro II assistette al secondo concilio di Nicea nel 787. Infine Leone partecipò al Concilio di Costantinopoli dell'879-880 che condannò il patriarca Fozio di Costantinopoli. A questi vescovi citati da Le Quien, si deve aggiungere il nome di Metrodoro, la cui iscrizione votiva, datata al V/VI secolo, è stata scoperta 2 km a nord del sito di Selef.
Dal 1933 Seleucia Ferrea è annoverata tra le sedi vescovili titolari della Chiesa cattolica; il titolo finora non è mai stato assegnato.

## Cronotassi dei vescovi greci
- Sant'Artemone †
- Eutichio † (menzionato nel 325)
- Massimo † (IV/V secolo)
- Alessandro † (menzionato nel 451)
- Metrodoro † (V/VI secolo)
- Pietro I † (menzionato nel 692)
- Pietro II † (menzionato nel 787)
- Leone † (menzionato nell'869)